# Heroi tràgic
Un heroi tràgic és, en sentit estricte, el protagonista d'una obra dramàtica en la qual es representa la seva caiguda inexorable com a resultat d'una hamartia o error tràgic.
La caiguda de l'heroi té com a finalitat, segons Aristòtil, despertar compassió i terror en l'espectador per tal que s'identifiqui amb el protagonista i pugui experimentar catarsi. En la definició de Knox, l'heroi tràgic és el personatge que, sense estar recolzat pels déus i enfrontat a les decisions humanes, pren una decisió que manté fins al punt de la seva pròpia autodestrucció. Trobem herois tràgics en les obres dels dramaturgs grecs Èsquil, Sòfocles, Eurípides i llatins com Sèneca però també a Shakespeare, Pierre Corneille, Jean Racine, Goethe, Friedrich von Schiller, Strindberg, García Lorca, Àngel Guimerà, etc. En sentit ampli l'heroi tràgic apareix constantment en altres gèneres literaris com el capità Acab a Moby Dick o April Wheeler a Revolutionary Road i profusament al cinema. Dins aquesta categoria cal situar Eric i Einar de la pel·lícula Els víkings on el primer mata, sense saber-ho, primer el pare i després el germà o bé Holly Martins i Anna Schmit a El tercer home.

## Trets que caracteritzen l'heroi tràgic

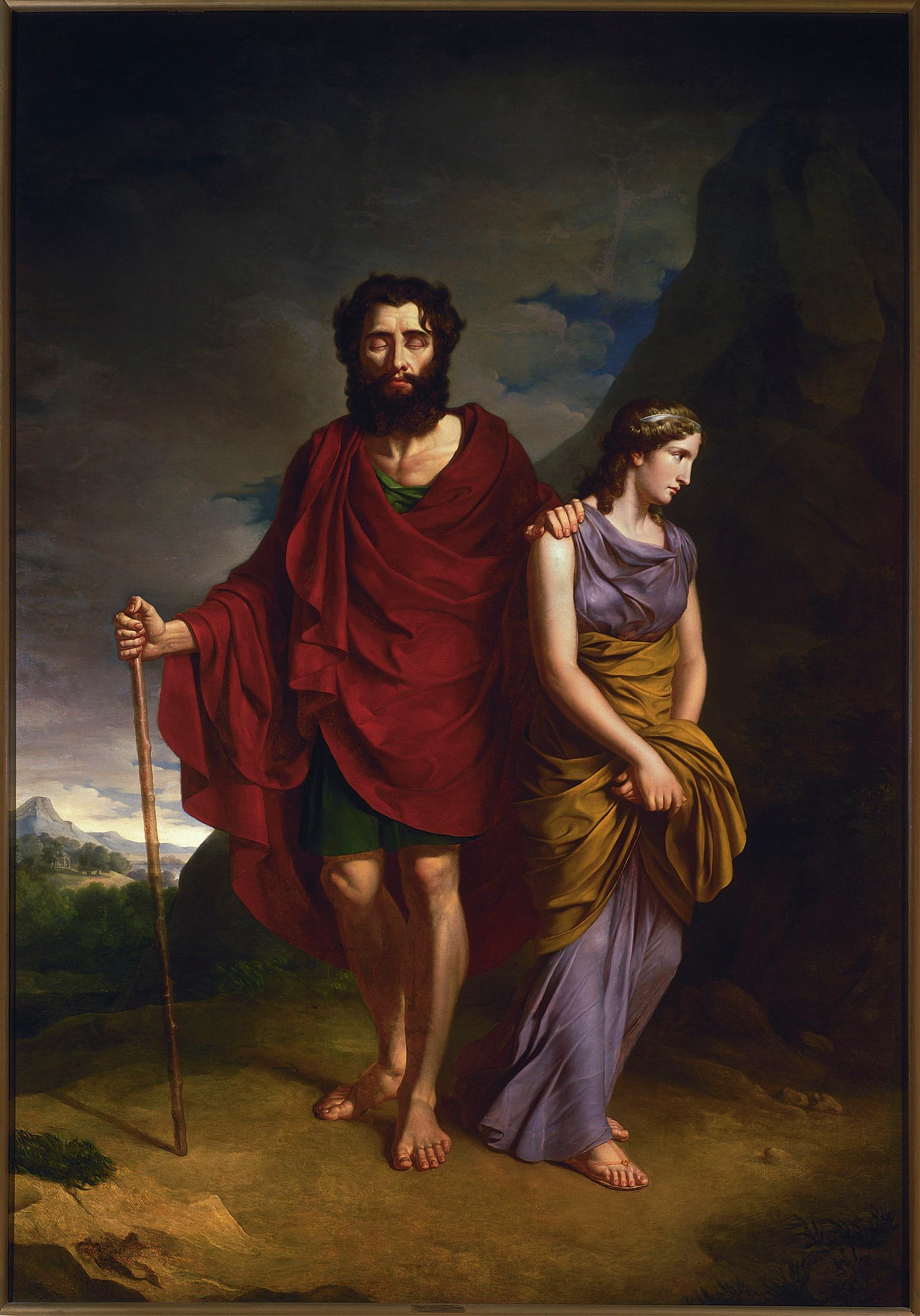
Èdip marxa de Tebes, cec, acompanyat per la seva filla Antígona.

Hi ha una sèrie de trets que ens ajuden a reconèixer l'heroi tràgic. No cal que es compleixin tots però sí que es doni alguna de les següents circumstàncies:
- L'heroi arriba al seu destí mitjançant les seves pròpies accions (com Medea o Èdip)
- L'heroi tràgic sol ser d'origen noble; pot ser un rei (Èdip), una princesa (Medea, Antígona, etc.)
- El dramaturg agafa, habitualment, un personatge del mite o l'èpica grega i el revesteix de noves característiques per tal que l'espectador atenès del s.V l'entengui i s'hi identifiqui.
- L'heroi tràgic és víctima d'una obsessió i persisteix encara que sigui a costa de la pròpia vida.
- L'heroi es veu enfrontat a un dilema i duu la seva decisió (gairebé sempre contrària al sentit comú) fins a les seves darreres conseqüències.
- L'heroi tràgic no és ni massa bo ni massa dolent, però sí que és íntegre.

## Principals herois tràgics
- Èdip
- Antígona
- Àiax
- Hipòlit
- Hèracles
- Fedra
- Electra
- Agamèmnon
- Penteu
- Medea

## Herois tràgics moderns
L'heroi tràgic modern no cau des d'una posició elevada, com Èdip que essent rei esdevé captaire, sinó que més aviat és un individu corrent o fins i tot mediocre com Willy Loman a Mort d'un viatjant o Holly Martins a El tercer home.